# Heilig-Geist-Kapelle (Kempen)

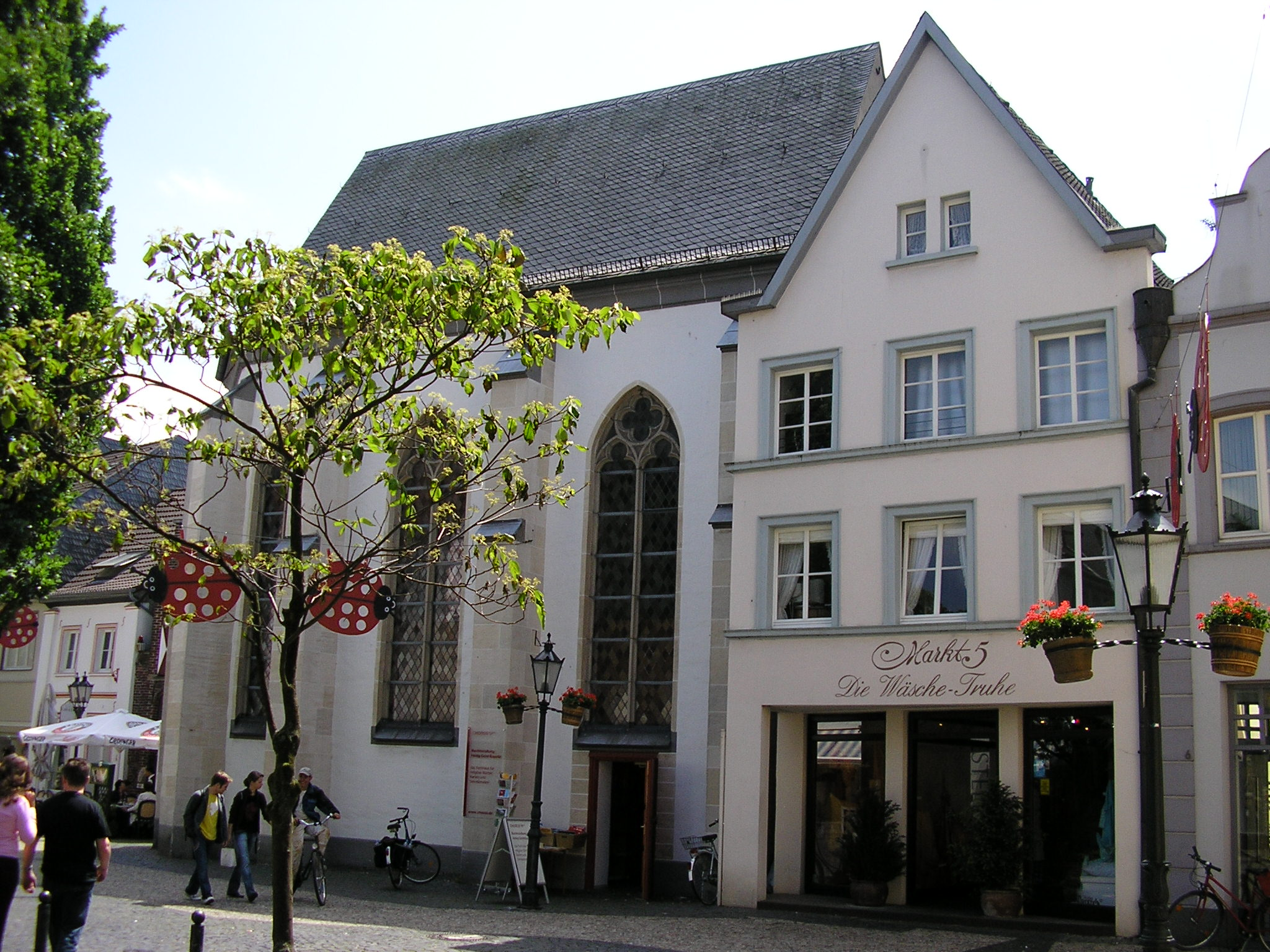
Die Heilig-Geist-Kapelle von Norden

Die Heilig-Geist-Kapelle zu Kempen (Kreis Viersen) ist die ehemalige Hospitalskapelle der mittelalterlichen  Stadt. Sie beherbergte bis März 2012 den Verkaufsraum einer christlichen Buchhandlung. Nach mehreren ungenutzten Jahren wird die Kapelle zurzeit von der Initiative „Atem-Pause“ als Ort der Begegnung und Ruheplatz genutzt.

## Geschichte
Das Kempener Hospital wurde 1421 durch Hermann und Arnold von Brochhusen gegründet. Erhalten ist von der gesamten Hospitalsanlage nur die zugehörige spätgotische Heilig-Geist-Kapelle, ein einschiffiger Hallenbacksteinbau mit einfachen Strebepfeilern von zwei kreuzgratgewölbten Jochen und einem einfachen  Sterngewölbe im Chorraum. Die stark hervortretenden einfach profilierten Rippen setzen mit runden Kapitälen auf Dreiviertelsäulen auf.
Während der Gründungsphase des Kempener Franziskanerklosters nutzten die Observanten die Kapelle zwischen 1624 und 1631 als Gebetshaus. Nach Aufgabe der sakralen Funktion wurde die Kapelle im 19. Jahrhundert als Schänke mit eingezogener Zwischendecke genutzt. Im oberen Stockwerk befand sich der Speisesaal.
Im 20. Jahrhundert kam es zur Nutzung als Frisörsalon und Stadtbibliothek, ehe die Kapelle seit 1990 wieder in ihrer ursprünglichen geistlichen Funktion genutzt wurde. Jedoch fehlten der römisch-katholischen Gemeinde die Mittel, um die Kapelle unterhalten zu können. So entschloss man sich schließlich, das Gebäude behutsam in den Verkaufsraum einer Versandhandlung für christliche Bücher umzuwandeln. Dabei wurde eine Galerie mit Regalwänden eingezogen, die nicht in die Gebäudesubstanz eingreift und jederzeit wieder entfernt werden kann. Der Chorraum wurde bewusst freigehalten, um für Veranstaltungen dienen zu können. Architekt für die Umnutzungsplanung war Gregor Dewey aus Viersen. Der Umbau war 2005 beendet.